# Claude Lalanne

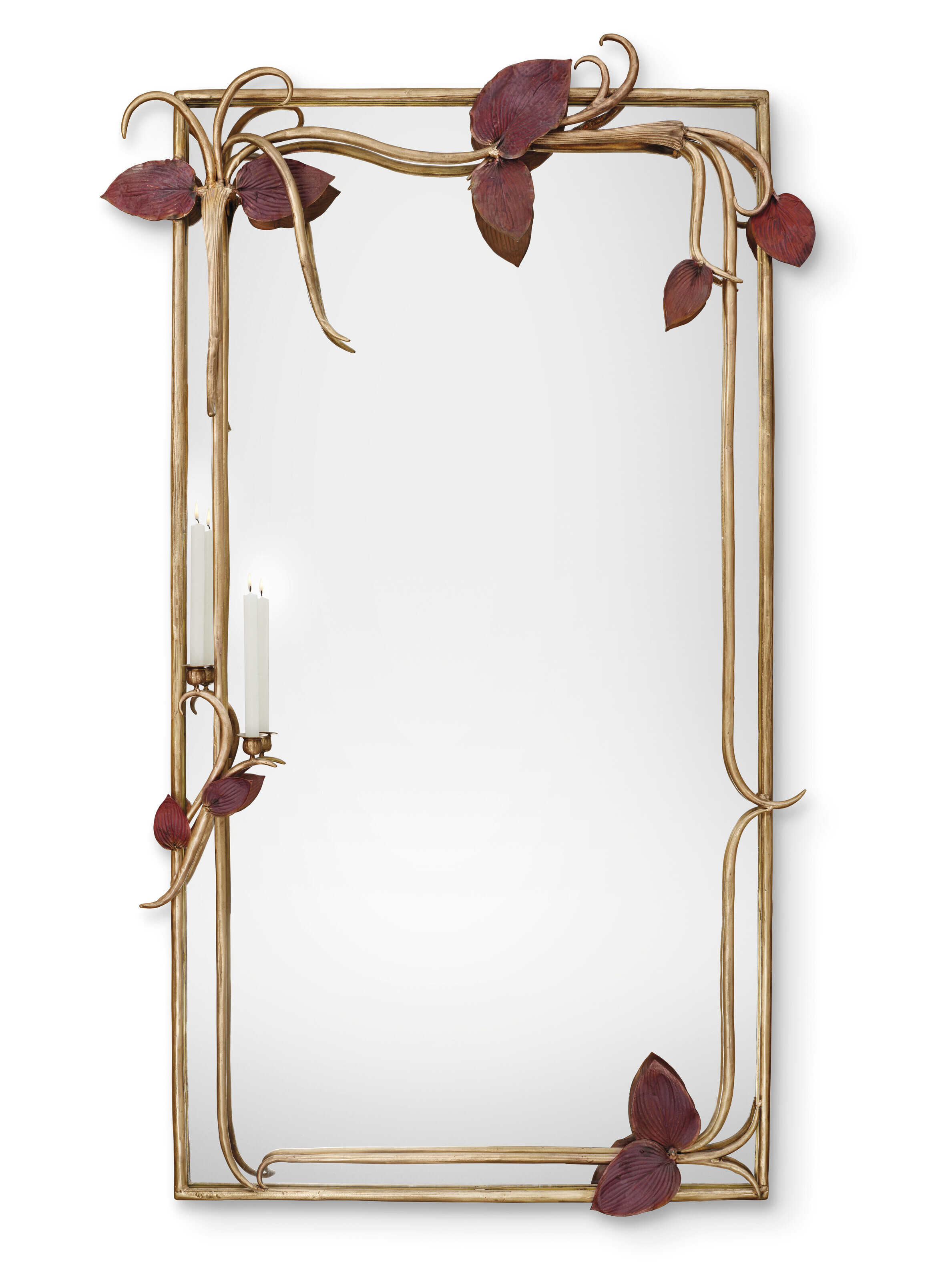
Claude Lalanne: Miroir (Spiegel, Einzelstück)

Claude Lalanne, geb. Claude Jacqueline Georgette Dupeux (* 28. November 1925 in Paris; † 10. April 2019 in Ury) war eine französische Bildhauerin und Designerin. Sie wurde insbesondere durch ihre Arbeiten als Teil des Künstlerduos Les Lalanne mit ihrem Ehemann François-Xavier Lalanne bekannt.

## Leben
Claude Dupeux wurde 1925 in Paris geboren. Sie studierte Architektur an der École des Beaux-Arts sowie an der École des Arts Décoratifs. In den 1950er Jahren lebte sie in der Künstlergemeinschaft Impasse Ronsin in Montparnasse, wo sie den amerikanischen Bildhauer James Metcalf kennenlernte. Von ihm erlernte sie die Technik der Galvanoplastik, die sie später in ihrer künstlerischen Arbeit einsetzte. 1952 begegnete sie François-Xavier Lalanne, den sie 1967 heiratete. Gemeinsam traten sie unter dem Namen „Les Lalanne“ auf und schufen zahlreiche Werke, die Kunst und Design verbanden. Claude Lalanne starb am 10. April 2019 im Alter von 93 Jahren in Ury, Frankreich.

## Werk

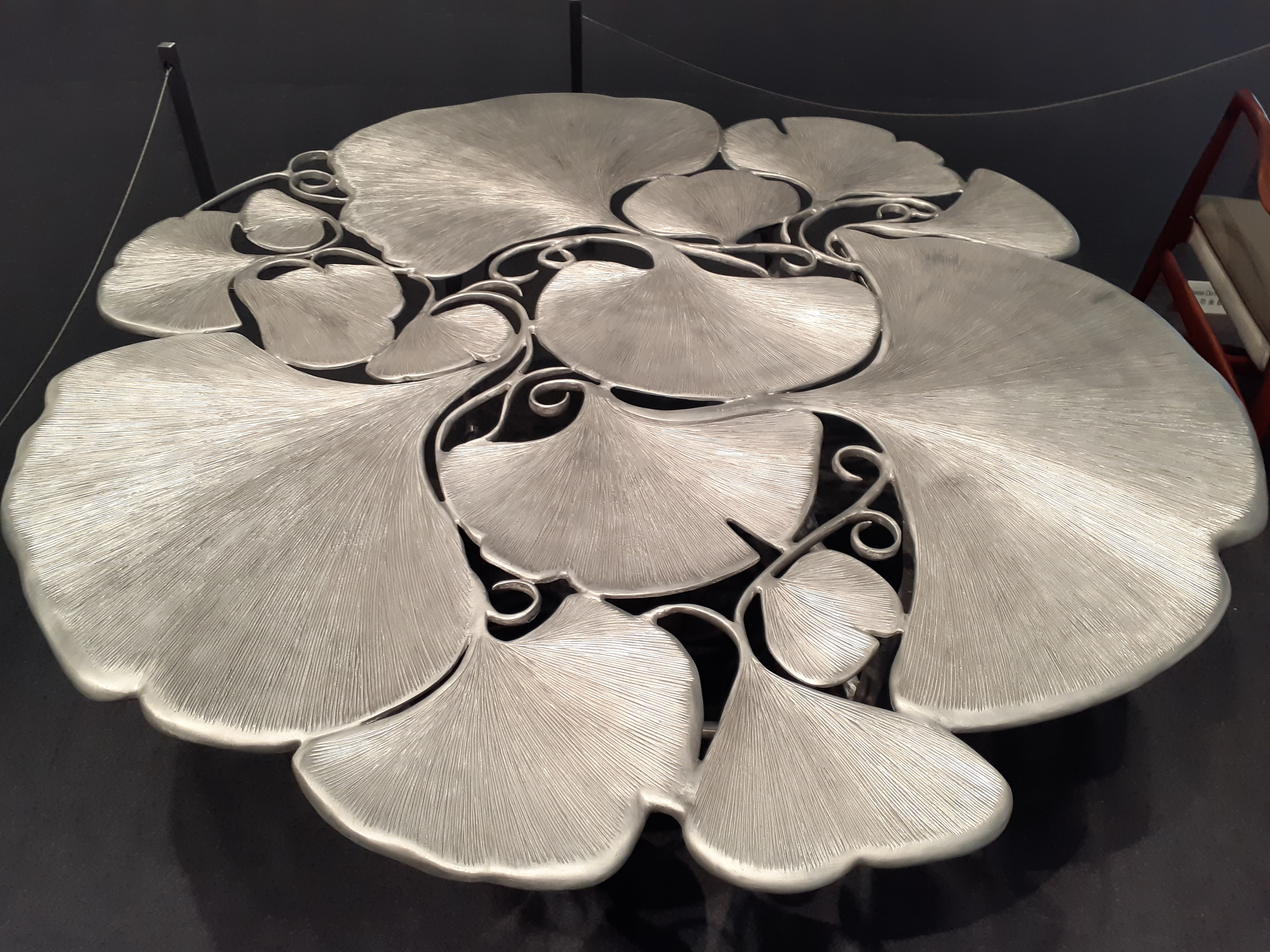
Claude Lalanne: Ginkgo Dining Table (Esstisch)

Sie war bekannt für ihre skulpturalen Arbeiten, die oft von Flora und Fauna inspiriert waren. Sie verwendete Materialien wie Kupfer und vergoldete Bronze und integrierte natürliche Formen wie Blätter, Zweige und Tiere in ihre Werke. Ihre Arbeiten zeichnen sich durch eine Mischung aus Surrealismus und Jugendstil aus. Ihr Werk ist vielfältig und reicht von Möbelstücken über Schmuck bis hin zu großformatigen Skulpturen. Ein bekanntes Beispiel ist das Choupatte, ein Kohlkopf mit Hühnerbeinen, das die Grenzen zwischen Fantasie und Realität verschwimmen lässt. Claude Lalanne arbeitete auch mit Modedesignern wie Yves Saint Laurent zusammen. Für ihn entwarf sie Schmuckstücke, die ihre charakteristischen botanischen Motive aufgriffen.